# Liste der Monuments historiques in Le Russey
Die Liste der Monuments historiques in Le Russey führt die Monuments historiques in der französischen Gemeinde Le Russey auf.

## Liste der Immobilien
| Bezeichnung    | Beschreibung                                         | Standort                        | Kennzeichnung | Schutzstatus | Datum | Bild           |
| -------------- | ---------------------------------------------------- | ------------------------------- | ------------- | ------------ | ----- | -------------- |
| Hôtel de Ville | 1866 bis 1874 erbaut, Architekt Jean-Frédéric Fallot | Place Dominique-Parrenin (Lage) | PA25000032    | Inscrit      | 2002  | weitere Bilder |

## Liste der Objekte
| Bezeichnung                | Beschreibung                            | Standort                        | Kennzeichnung | Schutzstatus | Datum | Bild |
| -------------------------- | --------------------------------------- | ------------------------------- | ------------- | ------------ | ----- | ---- |
| Orgel                      | Haupteintrag für PM25001290             | in der Kirche St-Nicolas (Lage) | PM25002520    | Classé       | 1978  |      |
| Instrumentalteil der Orgel | 1880 von Louis-François Callinet gebaut | in der Kirche St-Nicolas (Lage) | PM25001290    | Classé       | 1978  |      |
| Glocke                     | Bronze, 1774 gegossen                   | in der Kirche St-Nicolas (Lage) | PM25001289    | Classé       | 1942  |      |